# Al-Abdali
Pour les articles homonymes, voir Abdali.
Al-Abdali ( en arabe : العبدلي   ) est le neuvième district du gouvernorat d’Amman qui en compte 27, il porte le nom du roi Abdullah Ier qui l’a fondé vers 1940. Situé  au cœur d'Amman, il compte une population de 165 333 habitants en 2015  Les plus importantes parties de ce quartier sont résidentielles, au centre de la ville, il abrite plusieurs bâtiments gouvernementaux.  Plusieurs stations de bus desservent de nombreuses villes en Jordanie. 
Le district comprend quatre quartiers: Jabal Al-Hussein, Jabal Al-Lweibdeh, Shmeisani et Al-Madineh Al-Riyadiyah. Jabal Al-Hussein et Jabal Al-Lweibdeh qui figurent parmi les plus anciens de la ville. Ils sont marqués par la municipalité du Grand Amman pour leur importance historique. De nombreux expatriés occidentaux qui travaillent ou étudient à Amman vivent dans le district. 
Une partie du quartier de Shmeisani est résidentielle, une autre partie abrite plusieurs sociétés, banques, hôpitaux, écoles et bâtiments gouvernementaux comme Al-Iskan Bank Building, le Jordan Hospital, la Mosquée du Roi Abdullah I, le Bâtiment du Parlement de Jordanie, le palais de la Justice, le Centre Culturel Royal, le Centre Culturel Princess Haya, l'École Nationale Orthodoxe, le Collège du Rosaire pour les filles et de nombreuses ambassades. Le quartier Al-Madineh Al-Riyadiyah abrite la ville sportive d'Al Hussein, le reste étant principalement résidentiel. 

## Le quartier central des affaires d'Amman
Il fait partie d'un projet de réaménagement urbain à Al-Abdali qui vise à faire d’Amman un grand centre commercial et résidentiel au Moyen-Orient. L'intersection Shmeisani  a plusieurs niveaux pour accès facile au projet par plusieurs tunnels et ponts.